# Mark Clarke
Mark Clarke (* 25. července 1950, Liverpool, Anglie, Spojené království) je britský muzikant, baskytarista a zpěvák, známý především ze skupin Colosseum a Uriah Heep.
V roce 1966 hrál s The Kegmen. Hrál ve skupinách Colosseum (1970–71), Uriah Heep (1971–72), a hrál také na sólových albech Kena Hensleyho. V roce 1975 se připojil k Rainbow, ze kterých ale brzy odešel. Hrál také se skupinou Mountain. V roce 2010 vydal první sólové album.

## Diskografie

### Colosseum
- 1970 – Daughter of Time
- 1971 – Colosseum Live
- 1994 – Colosseum LiveS – The Reunion Concerts
- 1997 – Bread and Circuses
- 2003 – Tomorrow's Blues
- 2007 – Live05

### Uriah Heep
- 1972 – Demons & Wizards

### Tempest
- 1973 – Tempest
- 1974 – Live in London
- 1974 – Living in Fear

### Ken Hensley
- 1975 – Eager To Please
- 1980 – Free Spirit

### Ian Hunter
- 1983 – All of the Good Ones Are Taken

### Mountain
- 1985 – Go For Your Life
- 1996 – Man's World

### Sólová alba
- 2010 – Movin' to the Moon